# Архиепархия Кайфына
Архиепархия Кайфына (лат. Archidioecesis Chaefomensis) — архиепархия Римско-Католической церкви c центром в городе Кайфын, Китай. В митрополию Кайфына входят епархии Лояна, Наньяна, Синьяна, Чжумадяня, Чжэнчжоу, Шанцю, Цзисяня. Кафедральным собором архиепархии Кайфына является собор Святейшего Сердца Иисуса.

## История
В конце XVI века Кайфын посетил известный католический миссионер Маттео Риччи, который вступил здесь в контакт с еврейской общиной Кайфына.
21 октября 1916 года Римский папа Бенедикт XV издал бреве Summa afficimur laetitia, которым учредил апостольский викариат Восточного Хэнаня, выделив его из апостольского викариата Южного Хэнаня (сегодня — Епархия Наньина).
3 декабря 1924 года апостольский викариат Восточного Хэнаня был переименован в апостольский викариат Кайфынфу.
В 1927 году апостольский викариат Кайфынфу передал часть своей территории в пользу возведения новых Апостольская префектураапостольских префектур Синьянчжэоу (сегодня — Епархия Синьяна) и Гуйдэ (сегодня — Епархия Гуйдэ).
11 апреля 1946 года Римский папа Пий XII выпустил буллу Quotidie Nos, которой преобразовал апостольский викариат Кайфынфу в архиепархию Кайфына.
31 августа 1989 года в архиепископа Кайфына был назначен Иоанн-Баптист Лян Сишин, находившийся с того времени в подполье. 23 сентября 2007 года архиепископ Иоанн-Баптист Лян Сишин умер. 1 января 2005 года на кафедру архиепархии Кафэна Святым Престолом был назначен архиепископ Гао Хунсяо, который также вынужден действовать в подпольных условиях.
В 1986 году умер назначенный китайским правительством архиепископ Хэ Чуньмин. После семи лет на его место был назначен Станислав Нань Даои, который скончался 27 октября 2000 года.

## Ординарии архиепархии
- епископ Noè Giuseppe Tacconi (1916—1940);
- архиепископ Гаэтано Поллио (12.12.1946 — 8.09.1960) — назначен архиепископом Отранто;
  - Sede vacante
  - архиепископ He Chunming (? — 1986) — утверждённый китайским правительством;
  - Stanislaus Han Daoyi (23.09.1993 — 27.01.2000) — утверждённый китайским правительством;
- архиепископ Jean-Baptiste Liang Xisheng (31.08.1989 — 23.09.2007) — утверждённый Святым Престолом;
- епископ Gao Hongxiao (1.01.2005 — по настоящее время) — утверждённый Святым Престолом.

## Источник
- Annuario Pontificio, Libreria Editrice Vaticana, Città del Vaticano, 2003
- Бреве Summa afficimur laetitia Архивная копия от 5 октября 2018 на Wayback Machine, AAS 8 (1916), стр. 385  (лат.)
- Булла Quotidie Nos Архивная копия от 27 марта 2010 на Wayback Machine, AAS 38 (1946), стр. 301  (лат.)